# Каляка Микола Михайлович
Микола Михайлович Каляка — журналіст, прозаїк, драматург, поет, член Національної спілки письменників України, член Спілки журналістів України.

## ЖИТТЄПИС
Народився 19 грудня 1929 року в Херсоні у робочій родині. Рано залишився без батька, який трагічно загинув, коли хлопцю було вісім років.
Під час окупації міста у період Другої світової війні був вивезений до Німеччини.
Кінець 1944 року перебував в австрійському концтаборі.
1945 — звільнений з неволі.
Після звільнення повернувся до рідного міста. Працював на заводі ім. Куйбишева слюсарем.
1948—1953 — перебував на Крайній Півночі, в суворих умовах вічної мерзлоти, будував транссибірську залізницю Салехард-Ігарка. Саме там починає писати вірші російською під псевдонімом Малорос.
1958 — отримав середню освіту. Професійний суднобудівник, брав участь у будівництві першого океанського велетня-танкера «Херсон». В цей період поєднує роботу корабела та журналіста — був керівником робкорівського поста на заводі, член редколегії обласної газети «Наддніпрянська правда», редактор газети «Судостроитель».
1961 — лауреат Обласної журналістської премії.
1964 — член Спілки журналістів України.
1987 — один з засновників літературного клубу «Елінг». Редактор та керівник літературного альманаху «Елінг».
2002 — член обласної організації Національної спілки письменників України.
2007 — отримав літературну премію ім. М. Куліша за книгу «Рукопис знайдено в каюті Ушакова».
2013 — лауреат Всеукраїнської літературної премії ім. Яра Славутича.

## ТВОРЧІСТЬ
Любов до українського слова у Миколу Каляку закладено ще з дитячих років, коли його мама залучила до читання безсмертних творів Тараса Шевченка.
В зрілому віці автор не зрікся своїх уподобань і переконань, та досліджував Шевченківський слід на теренах Херсонщини, у творчості інших письменників.
За багато років досліджень з'явилися шевченкознавчі довідники: 1997 рік — «Шевченко і Херсонщина»; 1999 рік — «Великі слова — велика сила».

## ТВОРЧИЙ ДОРОБОК
- 1993 — Гуморески з херсонських стапелів «Не смішно», оповідання «Херсон не забуде», документальний нарис з історії корабельного краю «Довічний хрест»;
- 1994 — Збірка оповідань «Грот-щогла»;
- 1996 — Оповідання «Моє перше кохання»;
- 1997 — Смішні оповідання для малят «Звідки береться туман?», довідник «Шевченко і Херсонщина» (Історія. Люди. Долі.);
- 1998 — Збірка творів «Без тебе мені бракувало б повітря»;
- 1999 — Довідник «Великі слова — велика сила» (Крилаті слова Т. Г. Шевченка); «Шевченко і Херсонщина. Жива історія Наддніпрянського краю»;
- 2000 — Збірка оповідань «Портрет на замовлення»;
- 2001 — Збірник п'єс «Драматургія» (у двох книгах), п'єси «Я вас любив» (Про любов Олександра Пушкіна до графині Собалевської);
- 2007 — Художньо-мемуарний роман «Рукопис знайдено в каюті Ушакова» (твори з п'яти книг);
- 2008 — Роман-пам'яті «Осокори пам'ятають все», біографічний нарис «Родовід ведемо з Херсона» (історія Херсонського суднобудівного заводу);
- 2002—2008 — Організував і видав вісім випусків альманаху «Елінг»;
- 2009 — Довідник у двох томах «Літературна лоція Херсонщини (XVII — початок ХХІ століття)»;
- 2016 — Роман «Відлучені»

## ЖУРНАЛІСТСЬКА ДІЯЛЬНІСТЬ
Починав як робкор газети «Судостроитель», яка виходила на Херсонському суднобудівному заводі. Інколи публікувався під псевдонімом — Малорос. Замальовки, нариси, статті про людей невтомної праці, про друзів-суднобудівників друкується в «Судостроителе», а згодом в газеті «Наддніпрянська правда». Редагує цехові стіннівки «Достройщик», «Обличитель».
В кінці 50-х років входив до складу редколегії багатотиражці.
1960 — отримав премію за нарис «Здрастуй, майбутнє!» у конкурсі на найкращий документальний твір в обласній газеті.
1960—1961 роках нагороджений почесними грамотами, як член редколегії.
1962 — призначений керівником робкорівського поста обласної газети «Наддніпрянська правда» на Херсонському суднобудівному заводі.
Він пише розповіді про Олександра Пушкіна, Михайла Лєрмонтова, Миколу Чернявського, Софію Русову, Зінаїду Тулуб, Михайла Нечитайла-Андрієнка та інших.
1987 — один з засновників літературного клубу «Елінг».

## БІБЛІОГРАФІЯ
1. Без тебе мені бракувало б повітря: зб. творів. — Херсон: Айлант, 1998. — 137 с.
2. Великі слова  велика сила: довід. — Херсон: Айлант, 1994. — 138 с.
3. Звідки береться туман? : смішні оповідки: для дошк. i мол. шк. віку / худож. О.Журба. — Херсон: Пілотні школи, 1997. — 16 с. : ілюстр.
4. Літературна лоція Херсонщини (ХІІ  початок ХХІ ст.): довід. / ред. Вік Кошовий. Херсон: Просвіта, 2009.  260 с.
5. Моє перше кохання: оповід. / ред. М.I. Братан. — Херсон: Чиста криниця, 1996.– 32 с.
6. Одеська площа: оповід. і п'єси.  Херсон: Судостроитель, 1995. — 15 с. 7. Повінь 1953 : оповід. // Білий берег: укр. проза Херсонщини кінця ХХ — початку ХХІ ст. / ред. : В.Піддубняк [та ін.]. Херсон: Наддніпряночка, 2009. С.13138. Рукопис знайдено в каюті Ушакова: зб. творів .  Херсон, 2007.  266 с.
7. Херсон не забуде: оповід. : до 50річчя визволення України від німецько фашистських загарбників.  Херсон: Судостроитель, 1993.  16с.
8. Шевченко i Херсонщина: історія, люди, долі… / рец. I. Немченко. — Херсон: ВетаПоліпринт, 1997.  64с. : ілюстр.

### Твори для дітей
1. Не злякається; У дусі часу; За стільки років; Як у житті; Нічого не говорив: [гуморески] // Малючок Степовичок: антол. дит. лри Херсонщини / упоряд. А.Крат. — Херсон: Айлант, 2004.  С.2425.

### Про автора
1. Микола Каляка — путівник життя і творчості: Миколі Калякі — 70 : буклет / гол. ред. Л. Марченко. — Херсон: ред. «Степ» (друк «Скіфія»), 2000. — 1 арк.
2. Брусилова, А. Б. Писатели пополнили ряды лауреатов [о вручении обл. лит. премии им. Н. Кулиша Н. Каляке за кн. «Рукопис знайдено в каюті Ушакова»] / А. Брусилова // Голос Украины. — 2008. — 26 февр. (№ 37). — С. 10.
3. Микола Калака // Білий берег: укр. проза Херсонщини кінця ХХ — початку ХХІ ст. / ред.: В.Піддубняк [та ін.].  Херсон: Наддніпряночка, 2009. С.130.